# Bison Kimura
Bison Kimura (nombre real: Nobuko Kimura, Meguro, 9 de marzo de 1967) es una luchadora profesional retirada japonesa.

## Carrera
Después de graduarse de la escuela secundaria en 1985, trabajó como oficinista durante medio año, luego audicionó para All Japan Women's Pro-Wrestling y aprobó. Al mismo tiempo, del mismo grupo surgieron Aja Kong, KAORU, Miori Kamiya, Megumi Kudo, Combat Toyoda, Mika Takahashi y otras, y comúnmente se les llama «Clase 61».
El 10 de septiembre de 1986, hizo su combate debut contra Junko Ohashi en el Koga City Gymnasium en Ibaraki, y luego se unió a la «Alianza Gokuaku» liderada por Dump Matsumoto y se convirtió en heel. Como luchadora heel, su arma favorita era la tonfa.
Tras separse, se unió al «Gokumon Party» formado por Bull Nakano. Formó el equipo «Outsiders» con Grizzly Iwamoto, quien es un año mayor que ella (y un año menor de la misma escuela secundaria y el mismo club), y también estaba activo como equipo.
Más tarde, cuando All Japan Women's Pro-Wrestling cooperó con Universal Lucha Libre prestando rings y enviando luchadores, All Japan Women's Pro-Wrestling envió fanáticos masculinos que nunca antes habían visto la lucha libre femenina para estar presentes en combates.
Se asoció con Aja Kong, quien se había hecho popular entre los fanáticos masculinos después de aparecer también en Universal, y ganó una batalla contra Gokumon Party contra Nakano & Iwamoto, pero aprovechó esta oportunidad para dejar Gokumon Party. Una vez ella y Kong perdieron un combate de corte de pelo contra Nakano y Kyoko Inoue, lo que resultó en que fuera con una cabeza rapada al ring. Además de ella y Kong, sus compañeras de clase Kamiya y Takahashi también se unieron para formar «Jungle Jack». Aunque ganó el Campeonato Mundial en Parejas de la WWWA dos veces con Kong y el Campeonato All-Pacific una vez, se retiró después de una larga ausencia debido a una lesión que sufrió en un combate oficial del Japan Grand Prix con Kong en 1992.
Después de eso, cuando las chicas actuaron en el Tokyo Dome, participaron en un combate de exhibición como OG, y luego formaron «Raideen Alley» con Jaguar Yokota y Lioness Asuka, e hicieron un regreso completo, pero el grupo no tuvo un buen desempeño. Con el lanzamiento de Yoshimoto Joshi Pro-Wrestling Jd’ (actualmente JD Star Joshi Pro-Wrestling), se trasladó con la aprobación de todas las mujeres. Aunque jugó un papel activo en sus inicios, finalmente decidió retirarse por segunda vez. Estaba programado para tener su combate de retiro contra Yokota, pero se lesionó justo antes de su retiro y no pudo competir, por lo que solo se retiró con una ceremonia.

## Campeonatos y logros
- All Japan Women's Pro-Wrestling
  - All Pacific Championship (1 vez)[2]
  - WWWA World Tag Team Championship (2 veces) — con Aja Kong (2)[3]